# İlayda İçier
İlayda Açelya İçier (* 23. Oktober 2004 in Kassel) ist eine deutschtürkische Fußballspielerin.

## Karriere

### Vereine
İçier, in Kassel geboren und aufgewachsen, begann im nordhessischen Landkreis Kassel beim Jugendfußballverein Söhre mit dem Fußballspielen. Im weiteren Verlauf spielte sie für den FSC Lohfelden und gelangte in die B-Jugendmannschaft des KSV Hessen Kassel, der sie das erste Mal bis ins Jahr 2018 und das zweite Mal von 2019 bis 2021 angehörte. Dazwischen spielte sie eine Saison lang in der Jugendabteilung des FF USV Jena. In der Saison 2021/22 spielte sie – in die erste Mannschaft aufgerückt – für den KSV Hessen Kassel in der Gruppe 1 der Hessenliga. Ihr Debüt im Seniorinnenbereich gab sie zum Saisonauftakt am 4. September 2021 bei der 0:8-Niederlage im Auswärtsspiel gegen die Eintracht aus Lollar. Bis zum 6. November 2021 (10. Spieltag) wurde sie in acht weiteren Punktspielen eingesetzt.
In der Hinrunde der Saison 2022/23 kam sie in zwei Punktspielen der drittklassigen Regionalliga Nord für Hannover 96, in der Rückrunde der Saison für den VfR Warbeyen in der Regionalliga West in fünf Punktspielen zum Einsatz.
Am 1. September 2023 wurde sie Bundesligisten MSV Duisburg verpflichtet und mit einem bis zum 30. Juni 2024 datierten Vertrag ausgestattet. Für den  MSV Duisburg II bestritt sie erstmals am 21. April 2024 (20. Spieltag) das mit 3:1 gewonnene Heimspiel gegen den SV Siegfried Materborn in der Landesliga 1.  Zu ihrem Bundesligadebüt kam sie am 5. Mai 2024 (20. Spieltag) bei der 2:4-Niederlage im Auswärtsspiel gegen Werder Bremen mit Einwechslung für Stammtorhüterin Ena Mahmutovic in der Nachspielzeit. Infolge des Abstiegs des MSV und des Rückzugs aus dem Profifußball im Sommer 2024 wurden die Verträge der Spielerinnen aufgelöst. Im September 2024 schloss sie sich dem Zweitligisten 1. FC Nürnberg an.

### Auswahl-/Nationalmannschaft
Als Spielerin der U14-Auswahlmannschaft des Fußballverbandes Hessen kam sie vom 10. bis 13. Mai 2018 an der Sportschule Wedau in vier Begegnungen um den DFB-Länderpokal zum Einsatz.
Als Nationalspielerin trat sie erstmals am 14. September 2022 in Istanbul für die U19-Nationalmannschaft der Türkei in Erscheinung. Mit ihrer Mannschaft gewann sie das in Freundschaft ausgetragene Länderspiel gegen die U19-Nationalmannschaft Aserbaidschans mit 3:0. Auch im zweiten Vergleich an selber Stätte drei Tage später, beim 1:1-Unentschieden, kam sie zu ihrem zweiten Länderspiel.
Des Weiteren kam sie in jeweils drei Länderspielen der Gruppe 2 und B in der ersten und zweiten Qualifikationsrunde für die Europameisterschaft 2023 in Belgien zum Einsatz.